# Simhopp vid världsmästerskapen i simsport 2024 – Damernas parhopp 3 meter svikt
Damernas parhopp 3 meter svikt i simhopp vid världsmästerskapen i simsport 2024 avgjordes den 7 februari 2024 i Hamad Aquatic Centre i Doha i Qatar.
Chang Yani och Chen Yiwen från Kina tog guld, Maddison Keeney och Anabelle Smith från Australien tog silver samt Yasmin Harper och Scarlett Mew Jensen från Storbritannien tog brons.

## Resultat
Tävlingen startade klockan 13:02.
| Placering | Nation         | Simhoppare                        | Poäng  |
| --------- | -------------- | --------------------------------- | ------ |
| 1         | Kina           | Chang Yani Chen Yiwen             | 323,43 |
| 2         | Australien     | Maddison Keeney Anabelle Smith    | 300,45 |
| 3         | Storbritannien | Yasmin Harper Scarlett Mew Jensen | 281,70 |
| 4         | USA            | Alison Gibson Krysta Palmer       | 279,30 |
| 5         | Ukraina        | Viktorija Kesar Hanna Pysmenska   | 277,47 |
| 6         | Tyskland       | Lena Hentschel Jette Müller       | 273,93 |
| 7         | Mexiko         | Arantxa Chávez Paola Pineda       | 269,55 |
| 8         | Italien        | Elena Bertocchi Chiara Pellacani  | 260,28 |
| 9         | Malaysia       | Ng Yan Yee Nur Dhabitah Sabri     | 258,30 |
| 10        | Sydkorea       | Kim Su-ji Kwon Ha-lim             | 257,10 |
| 11        | Nederländerna  | Inge Jansen Celine van Duijn      | 255,30 |
| 12        | Sverige        | Emma Gullstrand Elna Widerström   | 233,46 |
| 13        | Brasilien      | Luana Lira Anna Santos            | 230,70 |
| 14        | Frankrike      | Jade Gillet Naïs Gillet           | 224,88 |
| 15        | Kanada         | Mia Vallée Pamela Ware            | 201,27 |
| 16        | Tjeckien       | Tereza Jelínková Ivana Medková    | 180,24 |
| 17        | Georgien       | Mariam Shanidze Tekle Sharia      | 176,97 |
| 18        | Macao          | Wong Cho Yi Zhao Hang U           | 147,78 |